# Elatostema flavovirens
Elatostema flavovirens är en nässelväxtart som beskrevs av R.S.Beaman och Cellin.. Elatostema flavovirens ingår i släktet Elatostema och familjen nässelväxter. Inga underarter finns listade i Catalogue of Life.